# دانيال نيكوليتا
دانيال نيكوليتا (بالإنجليزية: Daniel Nicoletta)‏ هو مصور وصحفي أمريكي، ولد في 1954 في نيويورك في الولايات المتحدة.

## وصلات خارجية
- الموقع الرسمي
- دانيال نيكوليتا على موقع IMDb (الإنجليزية)